# 盧卡總督府

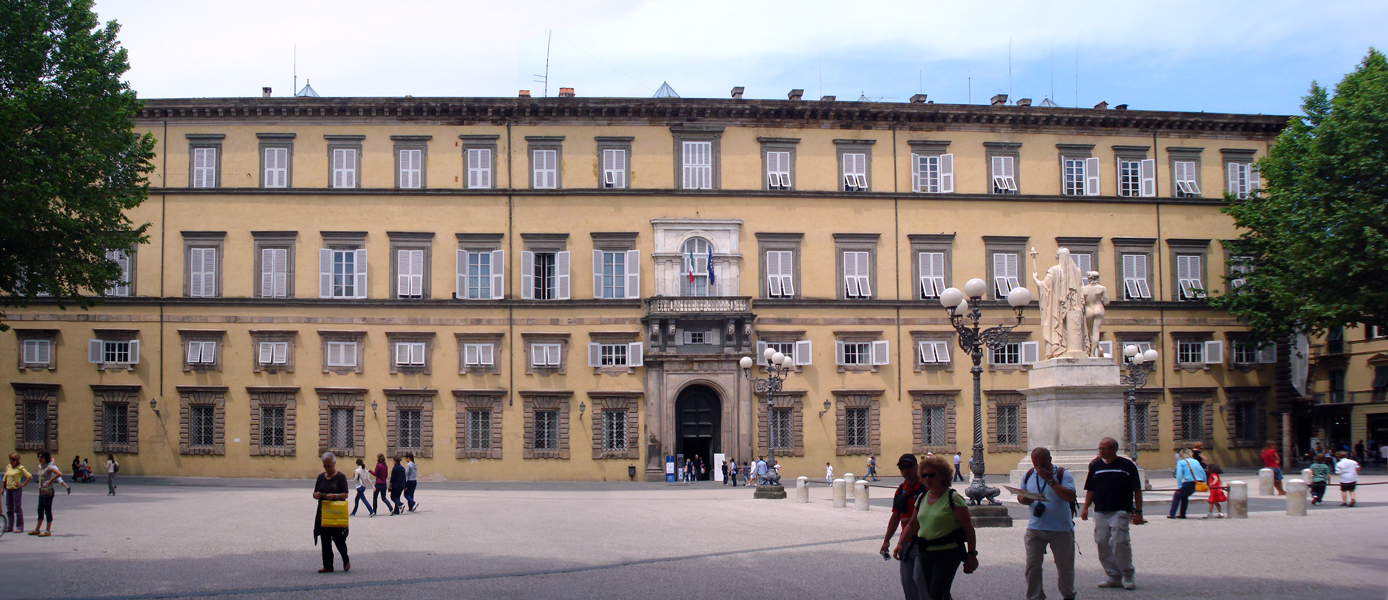
盧卡總督府

總督府（義大利語：Palazzo Ducale）是位於義大利中部托斯卡納大區盧卡的一座宮殿建築。總督府的面積十分龐大，佔去了盧卡市面積的五分之一。建築可能是由喬托所設計。義大利統一之後，總督府為盧卡省政府所有。